# Gastronomía de Hungría

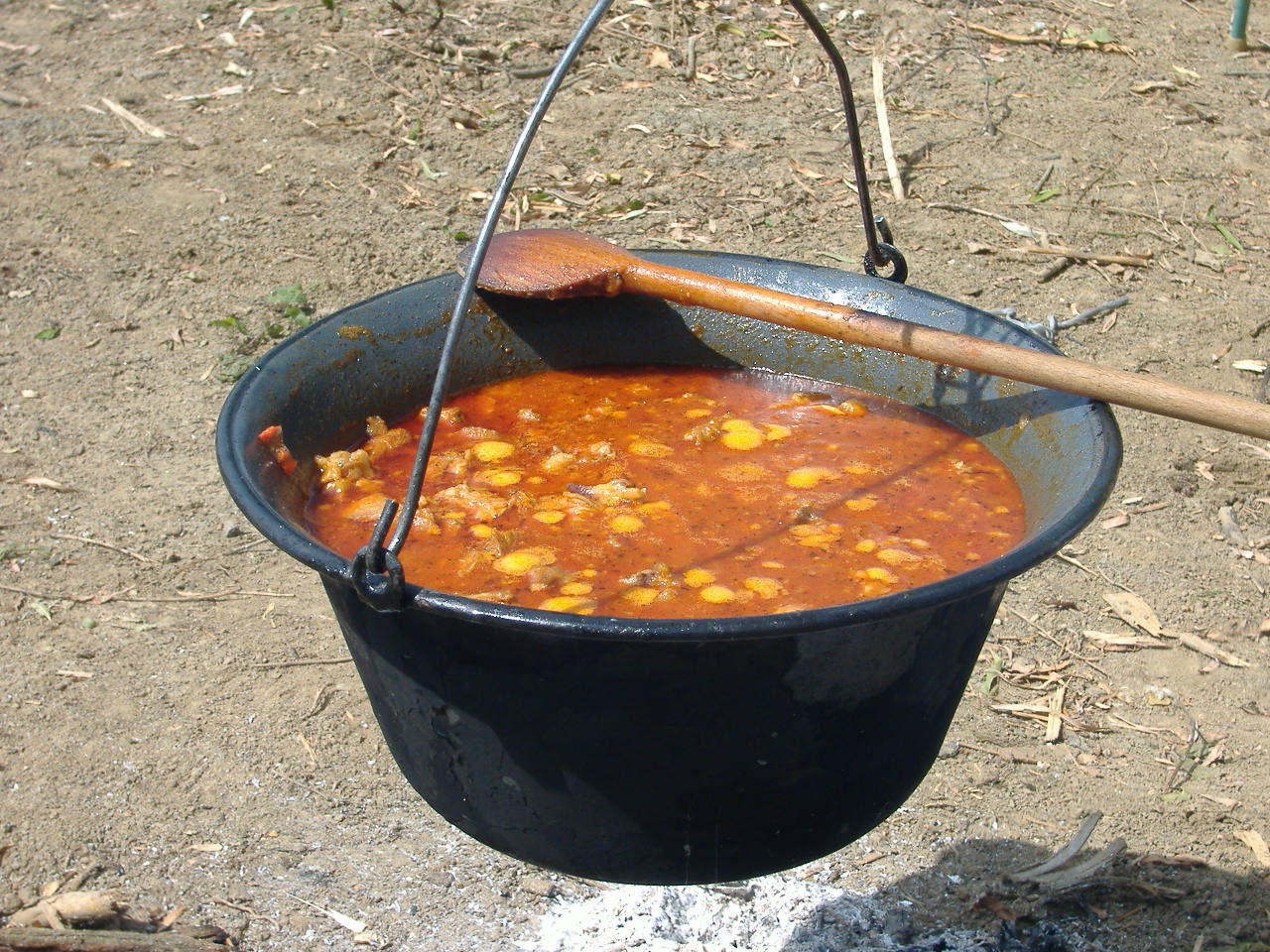
El gulash es el plato nacional de Hungría.

La gastronomía húngara es un elemento que resalta en la cultura magiar. Es variada, con tipos de comidas creativas. La cultura culinaria es el resultado del desarrollo histórico, que tiene más de 1000 años, con buenas dotaciones naturales.
La cocina húngara es rica en aromas y sabores picantes, el plato más conocido de esta cocina es el gulash que reúne los sabores típicos de esta cocina mezclados con su popular pimentón. Se entiende por cocina húngara no solo la que se circunscribe a Hungría sino que también a la de los magiares.

## Ingredientes

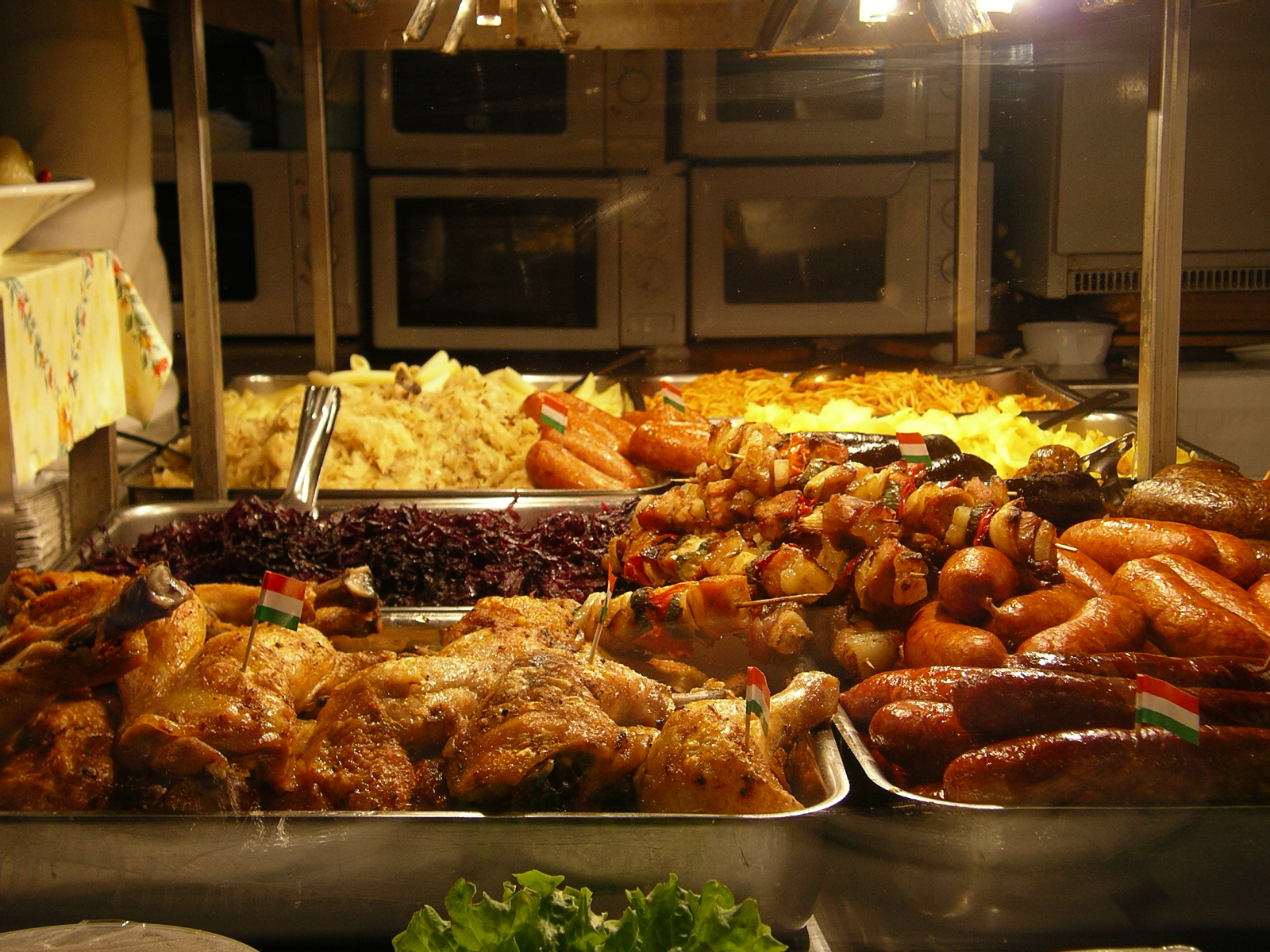
Carne

Es frecuente en esta gastronomía el uso de pimientos, pimentón (denominado Erős Pista) y de ajo, existen pocos platos en los que las verduras se incluyan crudas. Las frituras suelen hacerse con manteca de cerdo que llega ser utilizada para freír a alta temperatura y suele tener un sabor ahumado. En el terreno de los embutidos se tiene el famoso salami (en húngaro: téliszalámi), este salami elaborado en Hungría desde el año 1883 en Szeged de forma artesanal posee unas cualidades únicas que lo diferencian bastante del originario italiano, otros embutidos son el paprikás szalámi (salami con pimentón) y el csemege szalámi (salami elaborado con una mezcla de carnes de cerdo y ternera), las salchichas ahumadas békéscsaba y gyula.

## Platos

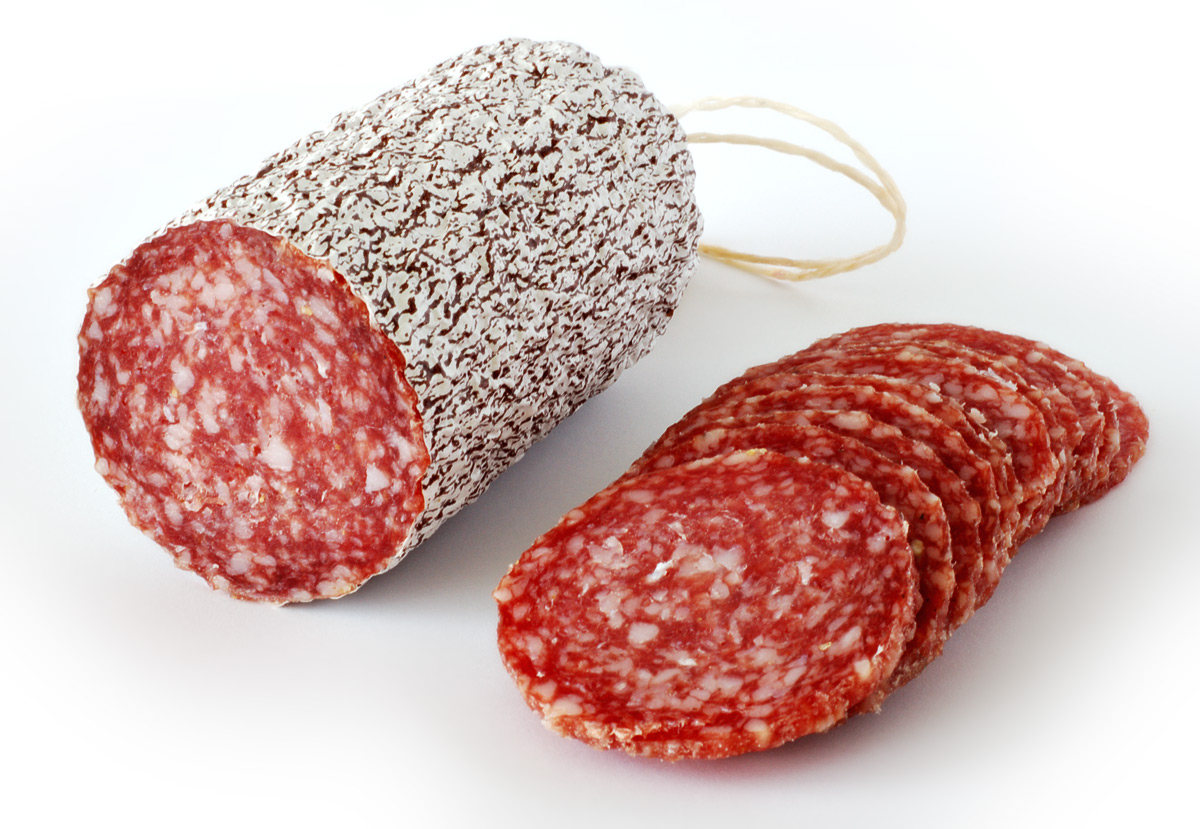
El salami húngaro (téliszalámi) es mundialmente conocido.

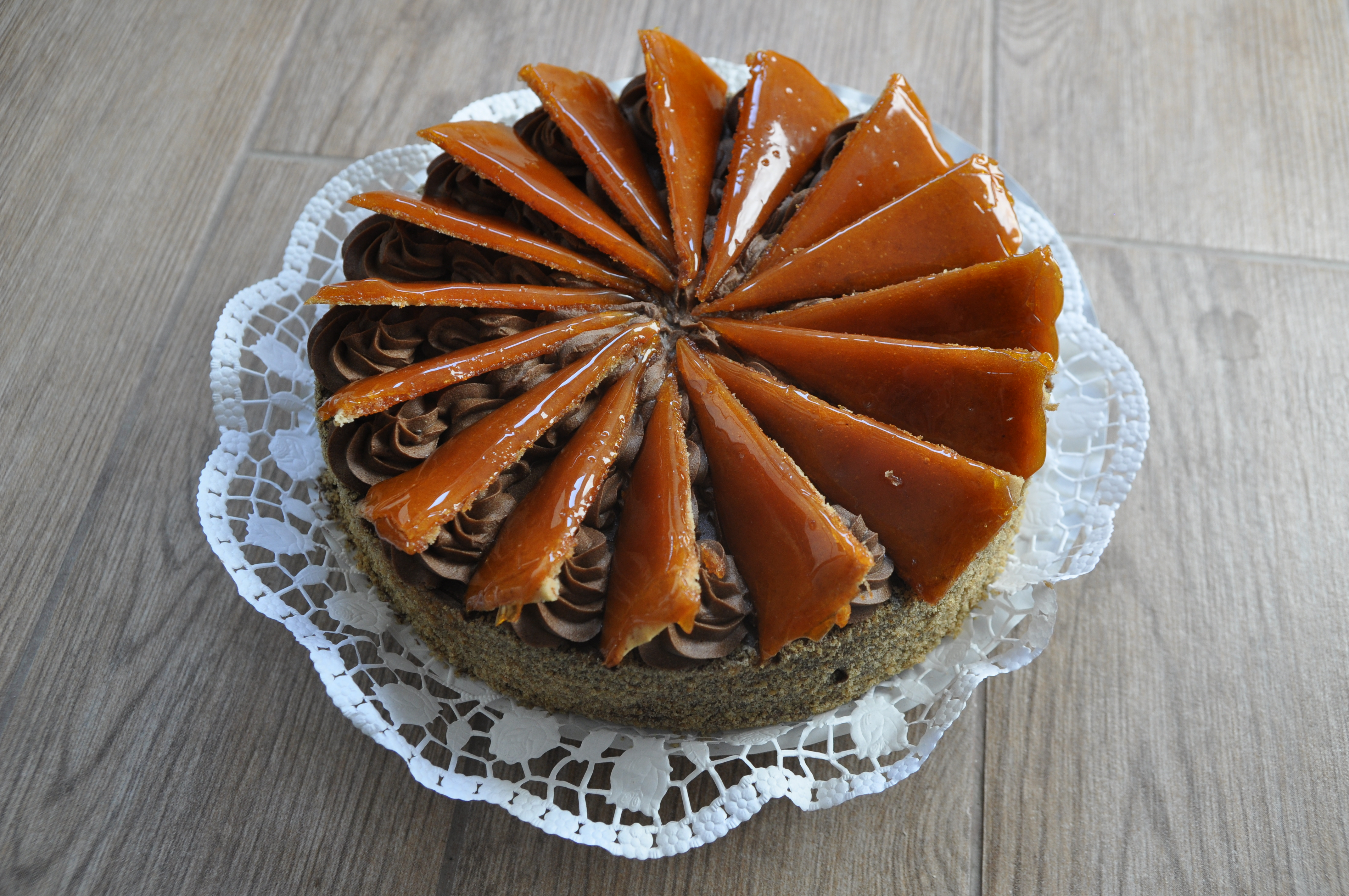
Tarta Dobos

- Gulash (con la denominación gulyás se entiende en cualquier caso que es una sopa de carne)
  - Bográcsgulyás (La forma más antigua de Kesselgulasch)
- Pörkölt - Trozos de carne con un caldo de pimentón y otras especias. Se sirve con una pasta denominada tarhonya
- Halászlé sopa picante de pescado
  - Bajai halászlé (mit Fadennudeln)
  - Szegedi halászlé (Szegediner sopa de pescado)
- Hurka (véres hurka: morcilla, májas hurka: paté de hígado, especialidades caseras de cerdo, el hurka y el kolbász se conocen como disznótoros)
- Fogasch (ung. "fogas")
- Libamáj (Hígado de ganso)
- Lecsó - Pimientos fritos con cebolla y patatas (acompañamiento)
- Debreceni (de Debrecen) salchichas
- Debreceni töltött káposzta (Debreziner Rollo de Col)
- Kolbász (salchicha de pimentón)
- Korhelyleves (Sopa de Gulasch con sauerkraut)
- Pandúrrostbraten
- Carnes o Pescados al estilo Kárpáthy. Horneados ligeramente con Garnelen y setas.

### Postres
- Tarta Dobos que es un pastel de capas creada por József Dobos.[1]
- Somlói galuska  que es un pastel con nueces y pasas bañado en ron, y que se sirve con chocolate fundido y nata montada.
- leche de pájáro (Madártej) que es un pastel de leche con vainilla en que flotan bolas de clara batida.
- Rétes que es el conjunto de capas finas de pasta con diferentes tipos de relleno dentro.

### Otros
- Lángos (pan frito).

### Bebidas
- Unicum una bebida digestiva muy amarga.

## Bebidas

### Vinos

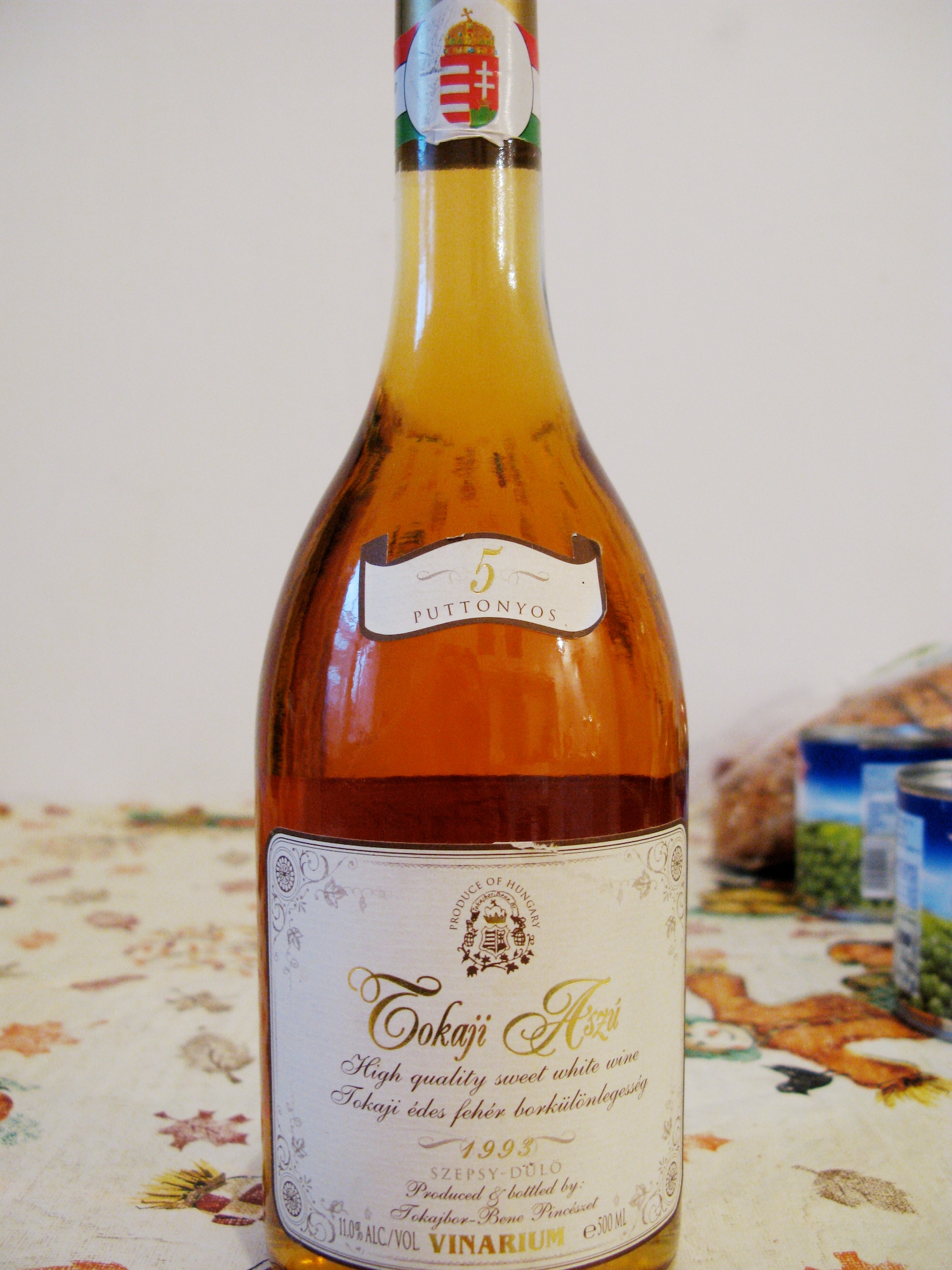
Vino Tokaji

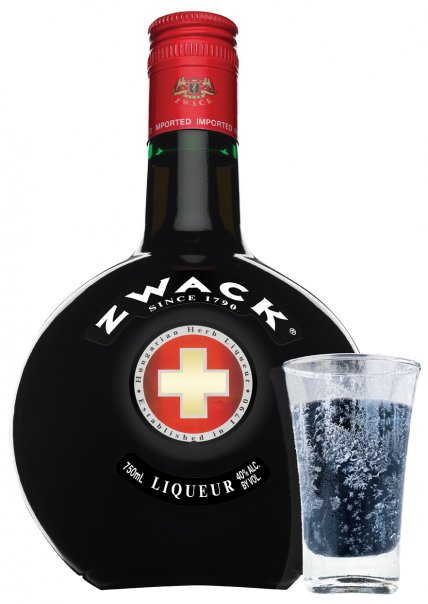
Unicum

Los vinos son muy conocidos, suelen ser blancos de colores dorados y olores dulzones. El vino tinto de mesa más popular es el Bikavér. Por su calidad destaca el Egri Bikavér (Sangre de Toro de Eger), cultivado en la región que rodea a la ciudad de Eger, en el norte de Hungría. Son vinos tintos de muy buen cuerpo y que envejecen muy bien. Uno de los vinos más famosos de la gastronomía húngara Tokaji procedente de las laderas de solana de las colinas de lava arenosa de Tokaj, este vino fue muy conocido por la realeza europea del siglo XVIII. Se trata de un vino dulce, que acompaña perfectamente uno de los platos preferidos de los húngaros: el hígado de oca. Son muy afamados también los vinos del Lago Balatón.

## Costumbres culinarias
En Hungría el desayuno puede consistir de pan fresco (kifli), fruta, vegetales, o cereal. La parte principal es la comida de mediodía, suele tener diferentes platos: un ejemplo puede ser sopa seguida de un plato principal que contenga carne, seguido de un postre. La cena es menos significativa que la comida, puede ser comparada con el desayuno.

### Nombres comunes
Los nombres más comunes de esta gastronomía son:
- Előételek (aperitivos)
- Levesek (sopas)
- Saláták (ensaladas)
- Készételek (platos preparados)
- Frissensültek (platos al horno)
- Halételek o Halak (pescado)
- Szárnyasok (aves)
- Tészták (hojaldres)
- Sütemények (postres)
- Sajtok (queso)

## Las principales características de la cocina de larga tradición
- El uso combinado de la manteca de cerdo o aceite de girasol, el pimientón picante y la cebolla.
- El uso dominante de la carne de cerdo y la manteca de cerdo (pero este último en lugar del aceite).
- Uso excesivo de la leche, el requesón y la crema agria.
- Métodos específicos de cocina (preparación del fondo de estofado, tostadas estofar).
- Las mancas y los procedimientos de condimentos.
- El consumo de hidratos de carbono de altas guarniciones y platos de verduras.